# معركة سوموسالمي
معركة سوموسالمي (بالفنلندية: Suomussalmen taistelu) اندلعت من حوالي 7 ديسمبر 1939 إلى 8 يناير 1940.
وكانت النتيجة انتصاراً فنلندياً كبيراً ضد قوات متفوقة بشكل كبير. لا يزال ينظر لهذه معركة اليوم في فنلندا باعتبارها رمزاً لحرب الشتاء كلها في حد ذاتها.

## مسار المعركة
في 30 نوفمبر 1939، عبرت الفرقة السوفياتي 163 الحدود بين فنلندا والاتحاد السوفياتي، وتقدمت من الشمال الشرقي باتجاه قرية سووموسالمي. هدف السوفييت للتقدم حتى مدينة أولو، قاطعين فنلندا إلى نصفين على نحو فعال. لم يكن في هذا قاطع سوى كتيبة فنلندية واحدة (Er.P 15) تمركزت بالقرب من رآته، خارج سووموسالمي.
تمت السيطرة على سووموسالمي دون مقاومة تذكر في 7 ديسمبر (قادت سريتان غير مكتملتين فقط من القوات التغطية هجوماً استباقياً بين الحدود وسووموسالمي)، ولكن الفنلنديين كانوا قد دمروا القرية قبل هذا، لحرمان السوفييت من المأوى، وانسحبوا للضفة الأخرى لبحيرتي نيسكانسلكا وهاوكيبيرا.
بدأ أول قتال موسع في 8 ديسمبر، عندما شرعت القوات السوفيتية بالهجوم عبر البحيرات المتجمدة باتجاه الغرب. وفشلت محاولتهم تماماً. قاد الجزء الثاني من القوات السوفياتية هجوماً شمال غربي البلاد على بوولنكا، التي كانت تدافع عنها 16 Er.P (حرفياً الكتيبة المنفصلة 16) الواصلة لتوها. وقد فشلت هذه المحاولة أيضاً.
في 9 ديسمبر، تم تعزيز المدافعين بفوج (JR 27) المؤسس حديثاً. أُعطي العقيد هيالمر سيلسفو قيادة القوات الفنلندية وبدأ على الفور تدابير مضادة لاستعادة سووموسالمي. تقدمت القوى الرئيسية نحو سووموسالمي، لكنها فشلت في استرداد القرية، وتعرضت لخسائر جسيمة.
في 24 ديسمبر، ردت الوحدات السوفياتية بهجوم مضاد، لكنها فشلت في اختراق القوات الفنلندية المحيطة بها.
عاود الفنلنديون هجوم مرة أخرى معززين بفوجين جديدين (JR 64 و JR 65) يوم 27 ديسمبر. في هذه المرة استعادوا القرية، وتقهقر السوفيات في حالة من الذعر نحو البحيرات المتجمدة المحيطة.
خلال هذا الوقت، تقدمت الفرقة 44 السوفياتية (تتكون في معظمها من الأوكرانيين) من الشرق باتجاه سووموسالمي. وتخندقت على الطريق بين سووموسالمي ورآته التحقت بها القوات السوفياتية المنسحبة الأخرى.
بين الرابع والثامن من يناير 1940، قـُسـّمت الفرقة 44 إلى مجموعات منعزلة ودُمـّرت على يد القوات الفنلندية (بتكتيك جديد اسمه موتـّي (motti) وتعني "وحدة عدو مطوقة تماماً")، تاركة وراءها الكثير من المعدات الثقيلة غنيمة للقوات الفنلندية.

## النتيجة
أسفرت المعركة عن انتصار فنلندي كبير. لو تمكن الاتحاد السوفياتي من الاستيلاء على مدينة أولو، لتوجب على الفنلنديين الدفاع عن البلاد على جبهتين ولانقطعت وصلة سكك حديدية مهمة إلى السويد. كما أعطت المعركة دفعة حاسمة لمعنويات الجيش الفنلندي.
وبالإضافة إلى ذلك، استولت القوات الفنلندية على طريق رآته-سووموسالمي على كمية كبيرة من المعدات العسكرية، بما في ذلك دبابات (43)، مدافع ميدان (71)، وشاحنات (260)، خيول (1170)، مدافع مضادة للدبابات (29) وأسلحة أخرى، كان الجيش الفنلندي بأمس الحاجة لها.

## التحليل
غالباً ما يـُستشهد بمعركة سووموسالمي كمثال عن كيفية تمكن قوة صغيرة بقيادة كفوءة وتقتال على تضاريس مألوفة أن تهزم عدواً متفوق عددياً إلى حد كبير. من العوامل التي ساهمت في الانتصار الفنلندي:
- امتلاك القوات الفنلندية حركية أعلى لاستخدامهم الزحافات والزلاجات؛ في المقابل، حدت المعدات الثقيلة السوفيات على الطرق.
- كانت الاستراتيجية الفنلندية مرنة وغير تقليدية في كثير من الأحيان، على سبيل المثال، استهداف المطابخ الميدانية السوفياتية، الأمر الذي أحبط الجنود السوفيات الذين يقاتلون في شتاء شبه قطبي.
- سوء تجهيز الجيش السوفياتي، وبخاصة فيما يتعلق بالملابس المموهة الشتوية.
- الإخفاقات الاستخباراتية السوفياتية: اعترضت القوات الفنلندية في كثير من الأحيان الاتصالات السوفياتي، التي اعتمدت اعتماداً كبيراً على خطوط الهاتف العادية.
- ملائمة معدات القوات الفنلندية جيداً للحرب في عمق الثلوج وحرارة التجمد.
- هدف السوفيات بقطع فنلندا من المنتصف عبر منطقة أولو - وإن بدى معقولاً على الخريطة، كان غير واقعياً أصلاً، فالمنطقة كانت أرض مستنقعات حرجية في معظمها، وشبكة طرقها تتكون أساساً من مسارات ضيقة شـُـقـّت بقطع الأشجار. وكان على الفرق المؤللة الاعتماد عليها، فباتت هدفاً سهلاً لقوات المتزلجين الفنلندية المتحركة.
- البساطة حيث تدعو الحاجة، الهجوم النهائي كان صداماً مباشراً، فقلت فرص الأخطاء التكتيكية. كما أن سوء الأحوال الجوية فضلت نسبياً الخطط بسيطة.
- ما زال الجيش الأحمر السوفياتي يعاني من تداعيات تطهير ستالين للجيش في الثلاثينات، مع تعيين العديد من الضباط غير الكفوئين وقليلي الخبرة.